# Where I Stand: The Hank Greenspun Story
Where I Stand: The Hank Greenspun Story es una película de biografía, documental y crimen de 2008, dirigida por Scott Goldstein, que a su vez la escribió, musicalizada por Elik Alvarez y Freddy Sheinfeld, en la fotografía estuvo Terry Benedict, los protagonistas son Anthony Hopkins, John Ehrlichman y Barbara Greenspun, entre otros. El filme fue realizado por SgpMedia, se estrenó el 1 de junio de 2008.

## Sinopsis
Vendedor de armas convicto, blanco de los delincuentes de Watergate, heroico en la Guerra de Independencia de Israel, algunas de las características más importantes de la vida de Hank Greenspun. Desde sus comienzos trabajando para Bugsy Siegel y su vida oculta en la Haganá clandestina, hasta sus cruces públicos con el senador Joseph McCarthy, los dueños de casinos intransigentes y el I.R.S., Hank Greenspun no tuvo temor.